# Cornelis Johannes Valk
Cornelis Johannes Valk (Utrecht, 1 maart 1902 – Den Haag, 3 februari 1983) was een Nederlands luitenant-generaal bij het wapen der artillerie van de Generale Staf.

## Loopbaan

### Vroege loopbaan
Valk begon zijn loopbaan als volontair in 1920 bij het eerste regiment vestingsartillerie. Op 30 september 1921 startte hij zijn militaire opleiding bij de Koninklijke Militaire Academie als cadet voor het wapen der artillerie hier te lande. Hij werd op 31 juli 1923 benoemd tot tweede-luitenant bij het regiment vesting-artillerie en op 1 april 1925 overgeplaatst bij de school verlofs-officieren onbereden artillerie te Utrecht. Op 1 juni 1927 werd hij overgeplaatst naar het 8ste regiment veld-artillerie (bereden artillerie), waar hij op 31 juli 1927 benoemd werd en bevorderd tot eerste luitenant.
Op 15 april 1929 werd Valk overgeplaatst naar het 2e regiment veld-artillerie.
Valk werd op 2 november 1937 gedetacheerd bij de Hogere Krijgsschool en in 1938 benoemd en aangesteld tot kapitein bij eerder genoemd regiment. Eenmaal ontheven van zijn detachering bij de Hogere Krijgsschool werd hij met ingang van 15 februari onder de bevelen van de chef Generale Staf gesteld. Krachtens punt 3 van artikel 70 der bevorderingswet voor de Nederlandse Landmacht van 1902 werd hij met ingang van 15 juli 1940 op non-activiteit gesteld. Hij was tijdens de Tweede Wereldoorlog in Duits krijgsgevangenschap in Stanislau van 15 mei 1942 tot zijn vrijlating op 5 juni 1945.

### Na de Tweede Wereldoorlog
Valk werd in de rang van kolonel op 1 september 1951 eervol ontheven van zijn functie als militair attaché bij het Hoge Commissariaat van het Koninkrijk der Nederlanden bij de regering van de Republiek Indonesië en vervulde vervolgens de functie van sous-chef van de generale staf, waar hij generaal-majoor J.G. Warringa opvolgde. In 1952 werd door minister-president W. Drees een interdepartementale commissie ingesteld, die tot taak had met de missie Supomo besprekingen te voeren ter vervanging van de Unie op een voor Nederland en Indonesië aanvaardbare nieuwe basis voor de verhouding tussen beide landen. De leiding van deze commissie berustte bij mr. N.S. Blom en Mr. L. Götzen. Leden waren onder meer mr. C.L.W. Fock, dr. A. Idenburg, mr. G.E. baron van Ittersum, mr. F. van Meerwijk, Valk en J. de Waard. Ter gelegenheid van de verjaardag van de Koningin werd Valk op 30 april 1953 benoemd tot officier in de Orde van Oranje-Nassau met de zwaarden.  Valk werd hierna plaatsvervangend chef-staf voor logistiek en administratie bij het hoofdkwartier van de geallieerde landstrijdkrachten in de Centraal Europese Sector te Fontainebleau.
Hij werd bij Koninklijk Besluit van 31 oktober 1957 als generaal-majoor bij de generale staf bevorderd tot luitenant-generaal. Met ingang van 1 november van datzelfde jaar werd hij benoemd tot Nederlands territoriaal bevelhebber, als opvolger van generaal D.C. Buurman van Vreeden en gouverneur der residentie.  Hij werd bij Koninklijk Besluit van 30 april 1959 benoemd tot ridder in de Orde van de Nederlandse Leeuw en het jaar daarop werd hij benoemd tot voorzitter van het bestuur der Stichting het Nederlands Wapenmuseum. Bij Koninklijk Besluit van 1 januari 1962 werd Valk benoemd tot adjudant van de Koningin. In 1963 sprak Valk op het landelijke congres van juridische studenten als lid van de staf van het Defensie Studiecentrum over het militaire wereldbeeld. Naar zijn mening was een aanval van westelijke zijde uitgesloten. Het belangrijkste bleef volgens hem de algemene ontwapening die alleen verwezenlijkt kon worden als zij vergezeld zou gaan met regelingen met betrekking tot de veiligheid. Een onderdeel daarvan zou zijn het stopzetten van de uitbreiding van het kernwapen arsenaal. Vooral in de versnippering daarvan school volgens hem een groot gevaar. Als laatste merkte hij op dat het gevaar voor de westerse wereld school in het niet serieus nemen van de communistische ideologie en dat men haar kracht onderschatte, vooral bij de jongere staten. In 1966 was hij nog lid van de commissie die het kerkelijk huwelijk van prinses Margriet voorbereidde.
In 1967 was Valk ook de organisator achter de doopdienst van prins Willem-Alexander op 2 september gehouden in de Grote of Sint Jacobs Kerk te Den Haag.
De zoon van Valk was kolonel Hans Valk.